# Callum Styles
Callum John Styles (Bury, 28 marzo 2000) è un calciatore ungherese con cittadinanza britannica, centrocampista del West Bromwich e della nazionale ungherese.

## Biografia
Nato in Inghilterra, ha origini ungheresi e ucraine.

## Caratteristiche tecniche
È un centrocampista centrale.

## Carriera

### Club
Cresciuto nel settore giovanile del Burnley, nel 2016 rimane svincolato a si accorda con il Bury militante in Football League One; debutta fra i professionisti l'8 maggio 2016 in occasione dell'incontro di campionato vinto 3-2 contro il Southend Utd. Il 6 agosto 2018 viene acquistato dal Barnsley, rimanendo comunque al Bury per ulteriori sei mesi.
A gennaio si unisce al Barnsley, con cui al termine della stagione ottiene la promozione in Championship.

### Nazionale
Il 14 marzo 2022 riceve la sua prima convocazione da parte dell'Ungheria. Fa il suo esordio con i magiari 10 giorni dopo nell'amichevole persa 0-1 contro la Serbia. Nel 2024 partecipa agli Europei.

## Statistiche

### Presenze e reti nei club
Statistiche aggiornate al 2 giugno 2024.
| Stagione        | Squadra         | Campionato      | Campionato | Campionato | Coppe nazionali | Coppe nazionali | Coppe nazionali | Coppe continentali | Coppe continentali | Coppe continentali | Altre coppe | Altre coppe | Altre coppe | Totale | Totale | Totale |
| Stagione        | Squadra         | Comp            | Pres       | Reti       | Comp            | Pres            | Reti            | Comp               | Pres               | Reti               | Comp        | Pres        | Reti        | Pres   | Reti   |        |
| --------------- | --------------- | --------------- | ---------- | ---------- | --------------- | --------------- | --------------- | ------------------ | ------------------ | ------------------ | ----------- | ----------- | ----------- | ------ | ------ | ------ |
| 2015-2016       | Bury            | FL1             | 1          | 0          | FACup+CdL       | 0               | 0               | -                  | -                  | -                  | FLT         | 0           | 0           | 1      | 0      |        |
| 2016-2017       | Bury            | FL1             | 13         | 0          | FACup+CdL       | 0               | 0               | -                  | -                  | -                  | FLT         | 0           | 0           | 13     | 0      |        |
| 2017-2018       | Bury            | FL1             | 11         | 0          | FACup+CdL       | 0               | 0               | -                  | -                  | -                  | FLT         | 1           | 0           | 12     | 0      |        |
| 2018-gen. 2019  | Bury            | FL2             | 16         | 0          | FACup+CdL       | 1+1             | 0               | -                  | -                  | -                  | FLT         | 3           | 0           | 21     | 0      |        |
| Totale Bury     | Totale Bury     | Totale Bury     | 41         | 0          |                 | 2               | 0               |                    | -                  | -                  |             | 4           | 0           | 47     | 0      |        |
| gen.-giu. 2019  | Barnsley        | FL1             | 7          | 0          | FACup+CdL       | 0               | 0               | -                  | -                  | -                  | FLT         | 0           | 0           | 7      | 0      |        |
| 2019-2020       | Barnsley        | FLC             | 17         | 1          | FACup+CdL       | 0+1             | 0               | -                  | -                  | -                  | -           | -           | -           | 18     | 1      |        |
| 2020-2021       | Barnsley        | FLC             | 42+2       | 4          | FACup+CdL       | 3+3             | 1+0             | -                  | -                  | -                  | -           | -           | -           | 50     | 5      |        |
| 2021-2022       | Barnsley        | FLC             | 43         | 3          | FACup+CdL       | 2+1             | 0               | -                  | -                  | -                  | -           | -           | -           | 46     | 3      |        |
| ago. 2022       | Barnsley        | FL1             | 6          | 1          | CdL             | 2               | 0               | -                  | -                  | -                  | -           | -           | -           | 8      | 1      |        |
| set. 2022-2023  | Millwall        | FLC             | 22         | 1          | FACup+CdL       | 0+0             | 0+0             | -                  | -                  | -                  | -           | -           | -           | 22     | 1      |        |
| 2023-gen. 2024  | Barnsley        | FL1             | 20         | 3          | FACup+CdL       | 1+0             | 0+0             | -                  | -                  | -                  | FLT         | 1           | 0           | 22     | 3      |        |
| Totale Barnsley | Totale Barnsley | Totale Barnsley | 135+2      | 12         |                 | 13              | 1               |                    | -                  | -                  |             | 1           | 0           | 151    | 13     |        |
| gen.- giu. 2024 | Sunderland      | FLC             | 12         | 0          | FACup+CdL       | -               | -               | -                  | -                  | -                  | -           | -           | -           | 12     | 0      |        |
| 2024-2025       | West Bromwich   | FLC             | 9          | 0          | FACup+CdL       | -               | -               | -                  | -                  | -                  | -           | -           | -           | 9      | 0      |        |
| Totale carriera | Totale carriera | Totale carriera | 221        | 13         |                 | 15              | 1               |                    | -                  | -                  |             | 5           | 0           | 241    | 14     |        |